# ICE MC
Ian Campbell  (Hyson Green, Nottingham, Egyesült Királyság, 1965. március 22. –) művésznevén ICE MC, angol eurodance előadó, rapper, aki Olaszországban kezdte zene karrierjét Robyx olasz producer égisze alatt.
1994 decemberében Újfehértón is fellépett énekesnőjével, Alexiával együtt.

## Fiatalkora
Campbell szülei Jamaicából származtak, azonban Campbell Nottinghamben nőtt fel. Amikor középiskolás volt, akkor kezdte el használni az ICE nevet, melyet Ian Campbell Esquire-ként értelmezte. Ebből alakult ki a művészneve. 1983-ban csatlakozott egy breaktánc csoporthoz, akikkel Európában turnézott.

## Karrierje

### Az első album
Karrierje 1989-ben kezdődött Olaszországban, amikor találkozott Roberto Zanetti (Robyx) producerrel. Az első kislemez az Easy, a könnyed, akkoriban divatos hip-house stílusú zene egyből Európa szerte slágerlistás helyezést ért el, többek között Olaszországban, ahol az 5., míg Németországban a 3. helyig jutott. A második dal a Cinema majd  a Scream című kislemezek következtek. Az album, mely szintén a Cinema címet kapta, viszonylag későn, 1990-ben jelent meg, mely szintén sikeres volt. A két évvel később megjelent My World már nem tudta az előző sikeresek túlszárnyalni.

### 1994: A legnagyobb slágerek
A 3. stúdióalbum az Ice’n’Green 1994-ben jelent meg, melyben az olasz származású Alexia közreműködött. Campbell új raggamuffin stílusával betalált az emberek szívébe, és a slágerlistákra is, olyan dalokkal, mint a Think About The Way, az It’s A Rainy Day, vagy a Take Away The Colour. Minden dal slágerlistás helyezés lett az egész világon, és az album az Egyesült Államokban is megjelent. 1995-ben az Ice’n’Green – The Remix Album a korábbi stúdióalbum remixváltozatai tartalmazta.

### 1996–2002
1996-ban ICE MC úgy döntött, hogy elhagyja korábbi producerét, Zanettit és énekesnőjét, Alexiát egy nézeteltérés miatt, és a Masterboy producerével kezd el dolgozni új albumán, a Dreadatour címűn, azonban az albumról csupán a Give Me The Light lett mérsékelt siker, az album nem aratott túlzott sikereket. Ebben az időszakban a Busy Body című dalon dolgozott, mely idáig nem került kiadásra. 2002 végén újra visszatért Olaszországba, és kapcsolatba lépett Zanettivel, majd újra együtt kezdtek el dolgozni. Felvettek néhány új dalt a Cold Skoolról, eközben Campbell saját festői karrierjét is egyengette, és árulta festményeit az interneten.

## Diszkográfia

### Stúdióalbumok
| Cinema                             | - Megjelenés: 1990. március 19. - Label: Galaxis - Formátum: CD, LP, MC                    | –  | – | – | –  | –  | –  |               |
| My World                           | - Megjelenés: 1991. november 24. - Label: Polydor - Formátum: CD, LP, MC                   | –  | – | – | –  | –  | —  |               |
| Ice’n’Green                        | - Megjelenés: 1994. szeptember 5. - Label: DWA (Dance World Attack) - Formátum: CD, LP, MC | 34 | 4 | 5 | 41 | 31 | 31 | - SNEP: Arany |
| Dreadatour                         | - Megjelenés: 1996 - Label: Club Zone - Formátum: CD                                       | –  | – | – | 89 | –  | —  |               |
| Cold Skool                         | - Megjelenés: 2004. április 19. - Label: DWA (Dance World Attack) - Formátum: CD           | –  | – | – | –  | –  | —  |               |
| "—" nem volt slágerlistás helyezés |                                                                                            |    |   |   |    |    |    |               |

### Kislemezek
| Dal                                       | Év   | Legmagasabb slágerlistás helyezés | Legmagasabb slágerlistás helyezés | Legmagasabb slágerlistás helyezés | Legmagasabb slágerlistás helyezés | Legmagasabb slágerlistás helyezés | Legmagasabb slágerlistás helyezés | Legmagasabb slágerlistás helyezés | Legmagasabb slágerlistás helyezés | Legmagasabb slágerlistás helyezés | Legmagasabb slágerlistás helyezés | Elismerések, díjak | Album                         |
| Dal                                       | Év   | ITA                               | AUT                               | BEL (FLA)                         | FIN                               | FRA                               | GER                               | NLD                               | SWE                               | SWI                               | UK                                | Elismerések, díjak | Album                         |
| ----------------------------------------- | ---- | --------------------------------- | --------------------------------- | --------------------------------- | --------------------------------- | --------------------------------- | --------------------------------- | --------------------------------- | --------------------------------- | --------------------------------- | --------------------------------- | ------------------ | ----------------------------- |
| Easy                                      | 1989 | –                                 | 7                                 | –                                 | –                                 | 17                                | 3                                 | –                                 | –                                 | 4                                 | —                                 |                    | Cinema                        |
| Scream                                    | 1990 | –                                 | –                                 | –                                 | –                                 | –                                 | 14                                | –                                 | –                                 | –                                 | —                                 |                    | Cinema                        |
| Cinema                                    | 1990 | –                                 | –                                 | –                                 | –                                 | –                                 | 36                                | 21                                | –                                 | –                                 | —                                 |                    | Cinema                        |
| OK Corral!                                | 1990 | –                                 | –                                 | 43                                | –                                 | –                                 | –                                 | –                                 | –                                 | –                                 | —                                 |                    | Cinema                        |
| People                                    | 1991 | –                                 | –                                 | –                                 | –                                 | –                                 | –                                 | –                                 | –                                 | –                                 | –                                 |                    | My World                      |
| Happy Weekend                             | 1991 | –                                 | –                                 | –                                 | –                                 | –                                 | –                                 | –                                 | –                                 | –                                 | —                                 |                    | My World                      |
| Rainy Days                                | 1992 | –                                 | –                                 | –                                 | –                                 | –                                 | –                                 | –                                 | –                                 | –                                 | —                                 |                    | My World                      |
| Take Away The Colour                      | 1993 | 19                                | 11                                | 15                                | –                                 | 31                                | –                                 | –                                 | 18                                | –                                 | —                                 |                    | Ice’n’Green                   |
| Think About The Way                       | 1994 | 3                                 | 22                                | 3                                 | 18                                | 14                                | 14                                | 11                                | 13                                | 10                                | 38                                |                    | Ice’n’Green                   |
| It’s A Rainy Day                          | 1994 | 1                                 | 13                                | 2                                 | 9                                 | 6                                 | 14                                | 8                                 | 25                                | 15                                | 73                                | - SNEP: Ezüst      | Ice’n’Green                   |
| Take Away The Colour (’95 Reconstruction) | 1995 | –                                 | –                                 | –                                 | 16                                | 31                                | –                                 | 25                                | –                                 | –                                 | —                                 |                    | Ice’n’Green – The Remix Album |
| Give Me The Light                         | 1996 | 23                                | 30                                | 44                                | 19                                | 23                                | 48                                | –                                 | 56                                | 42                                | —                                 |                    | Dreadatour                    |
| Music For Money                           | 1996 | –                                 | –                                 | –                                 | 12                                | –                                 | –                                 | –                                 | –                                 | –                                 | —                                 |                    | Dreadatour                    |
| Let's Take It Easy                        | 1997 | –                                 | –                                 | –                                 | –                                 | –                                 | –                                 | –                                 | –                                 | –                                 | —                                 |                    | Dreadatour                    |
| It's A Miracle                            | 2004 | 39                                | –                                 | –                                 | –                                 | –                                 | –                                 | –                                 | –                                 | –                                 | —                                 |                    | Cold Skool                    |
| My World                                  | 2004 | –                                 | –                                 | –                                 | –                                 | –                                 | –                                 | –                                 | –                                 | –                                 | —                                 |                    | Cold Skool                    |
| Out Tonight                               | 2012 | –                                 | –                                 | –                                 | –                                 | –                                 | –                                 | –                                 | –                                 | –                                 | —                                 |                    | nem album dal                 |
| "—" slágerlistás helyezést nem ért el.    |      |                                   |                                   |                                   |                                   |                                   |                                   |                                   |                                   |                                   |                                   |                    |                               |